# Stephen Cone
Stephen Cone es un cineasta y actor estadounidense, conocido especialmente por realizar filmes con temática LGBT como Henry Gamble's Birthday Party, The Wise Kids y Princess Cyd. De acuerdo con Jude Dry de IndiWire, Cone es «el cineasta queer más talentoso que la industria aún no ha sabido reconocer».

## Biografía

### Inicios
Nacido en Louisville, Kentucky, Cone creció en Carolina del Sur. En 2004 se trasladó a Chicago, ciudad donde, según él mismo relata, aprendió el arte del cine.

### In MemoriamyThe Wise Kids
Su debut como director llegó en 2006 con el cortometraje Church Story, protagonizado por Isabel Liss, Bill McGough y Arian Moayed. Un año después estrenó el corto Young Wives y en 2008 finalizó The Christians, un mediometraje dramático con un elenco que incluía a J. Kingsford Goode, Sadie Rogers, Laurel Schroeder y Robert Belushi.
En 2011 estrenó su primer largometraje, In Memoriam, centrado en un grupo de universitarios que recrean las últimas horas de vida de dos compañeros fallecidos tras caer mientras intentaban tener relaciones sexuales. El crítico Roger Ebert elogió el filme, calificándolo de «conmovedor». Cone reflexionó tiempo después sobre el impacto de esa reseña en su carrera: «Hasta ese momento no había tenido éxito ni visibilidad. In Memoriam estaba siendo ignorada por los programadores de festivales. Al día de hoy, sigo sin entender por qué Roger Ebert decidió reseñar esa película, y me cuesta creer que realmente le gustara [...] No estoy seguro de que hubiera seguido adelante sin esa reseña de Ebert y sin el apoyo de Kim Yutani al programar The Wise Kids en Outfest».
También en 2011 estrenó la película The Wise Kids, un drama coming of age que fue elogiado por la crítica. Recibió reseñas favorables de Ebert, Robert Koehler (Variety) y Stephen Holden (The New York Times). Obtuvo además los premios del jurado a mejor largometraje estadounidense y mejor guion en el festival Outfest, especializado en cine LGBT. Posteriormente fue distribuido en DVD y plataformas digitales por la compañía Wolfe Video.

### Black BoxyHenry Gamble's Birthday Party
En 2013 estrenó un nuevo largometraje titulado Black Box. Aunque no alcanzó la difusión de su anterior filme debido a la falta inicial de distribución, fue bien recibido por críticos como Ray Pride de Newcity y Michael Phillips de Chicago Tribune, quien lo calificó como «una continuación digna» de sus anteriores obras. Más tarde, la película fue adquirida por Devolver Digital Films para su distribución.
En 2015 presentó Henry Gamble's Birthday Party, otro drama coming of age que fue elogiado en la reseña del New York Times y proyectado en festivales como BAMcinemaFest y BFI Flare. La película recibió el premio Silver Q Hugo en el Festival Internacional de Cine de Chicago de 2015.

### Princess Cydy actualidad
Su siguiente filme, Princess Cyd, fue incluido por Vanity Fair entre las diez mejores películas de 2017, y apareció en listas similares de medios como IndieWire, Vulture y NPR.  La cinta tuvo un amplio recorrido internacional, pasando por festivales como el BFI London Film Festival, Frameline, el Maryland Film Festival y el BAMcinemaFest. Fue distribuida por Wolfe Releasing.

## Filmografía
| Año  | Película                      | Director | Productor | Escritor | Actor | Papel  | Notas |
| ---- | ----------------------------- | -------- | --------- | -------- | ----- | ------ | ----- |
| 2006 | Church Story                  | Sí       | Sí        | Sí       |       |        | Corto |
| 2007 | Young Wives                   | Sí       | Sí        | Sí       |       |        | Corto |
| 2008 | The Christians                | Sí       | Sí        | Sí       |       |        |       |
| 2011 | In Memoriam                   | Sí       | Sí        | Sí       | Sí    | Eric   |       |
| 2011 | The Wise Kids                 | Sí       | Sí        | Sí       | Sí    | Austin |       |
| 2013 | Black Box                     | Sí       | Sí        | Sí       |       |        |       |
| 2014 | This Afternoon                | Sí       | Sí        | Sí       |       |        |       |
| 2014 | The Mystery of Life           | Sí       | Sí        | Sí       |       |        |       |
| 2015 | Henry Gamble's Birthday Party | Sí       | Sí        | Sí       |       |        |       |
| 2016 | Show Yourself                 |          |           |          | Sí    | Daniel |       |
| 2017 | Princess Cyd                  | Sí       | Sí        | Sí       |       |        |       |